# Dusona lautareti
Dusona lautareti là một loài tò vò trong họ Ichneumonidae.